# Eleccions al Consell General d'Andorra de 2009
El 26 d'abril de 2009 es varen celebrar eleccions generals andorranes. La candidatura del Partit Socialdemòcrata va ser la més votada i va obtenir exactament la meitat dels escons al Consell General. Això va permetre que el seu líder Jaume Bartumeu Cassany esdevingués el cinquè Cap de Govern d'Andorra i el primer d'ideologia socialdemòcrata, trencant amb el domini liberal. El fet que govern i oposició tinguessin el mateix nombre de consellers (catorze) dificultà la governabilitat. De fet, la legislatura subsegüent va durar només dos anys. Jaume Bartumeu va acabar convocant eleccions anticipades pel 2011.

## Sistema electoral
Les eleccions generals andorranes es regeixen per un principi de vot paral·lel. Cada elector ha d'emetre dos vots en dues urnes diferenciades: Un vot és a una llista tancada d'àmbit nacional amb catorze candidats, i es diposita en una urna blava. L'altre vot és a una llista tancada d'àmbit local (la seva parròquia) amb dos candidats, i es diposita en una urna blanca. Una mateixa persona no pot aparèixer com a candidata a una llista nacional i una de parroquial, i tampoc en dues parròquies diferents.
S'elegeixen vint-i-vuit consellers generals amb el sistema següent:
- Catorze consellers representen les set parròquies d'Andorra. A cadascuna d'aquestes, els dos candidats de la llista local més votada són els elegits, seguint el sistema de representació majoritària.[3]
- Catorze consellers es reparteixen de forma proporcional a partir dels vots que reben les llistes nacionals. El nombre d'escons per a cada llista s'assigna seguint la regla del major residu.[4]

## Candidatures
Cinc llistes van presentar candidatura a la circumscripció nacional:
- La Coalició Reformista (CR), liderada per Joan Gabriel Estany, i que agrupava:
  - El Partit Liberal d'Andorra, en aquells moments al govern i amb 14 membres al Consell General
  - Nou Centre, el partit successor del Centre Demòcrata Andorrà, aquest darrer partit havia obtingut 2 consellers generals en coalició amb Segle21
  - La Unió Laurediana
  - Els Independents d'Ordino
- El Partit Socialdemòcrata (PS), amb 11 membres al Consell General i Jaume Bartumeu Cassany com a cap de llista
- Andorra pel Canvi (ApC) amb Eusebi Nomen Calvet com a cap de llista i el suport de Renovació Democràtica (que tenien un conseller general) i Segle21 (que havien obtingut dos consellers generals en coalició amb el CDA)
- Els Verds d'Andorra (VA), sense representació parlamentària, liderats per Isabel Lozano
- La Unió Nacional de Progrés (UNP), sense representació parlamentària, liderats per Tomàs Pascual

D'aquests, el Partit Socialdemòcrata fou l'únic que presentà llistes a totes les circumscripcions parroquials, per bé que sempre en coalició amb independents de les diferents parròquies (l'Alternativa) i a Ordino en coalició amb el Grup d'Unió Parroquial Independents. La Coalició Reformista es presentà arreu llevat d'Ordino, en aquesta parròquia els Independents d'Ordino presentaren una llista en el seu lloc. A més, a Sant Julià de Lòria la CR es presentava en coalició amb la Unió Laurediana. Andorra pel Canvi presentà candidatura en solitari a Ordino i Andorra la Vella. També es presentaren a Encamp juntament amb Units per al Progrés, a Escaldes-Engordany en coalició amb Renovació Democràtica i a Sant Julià de Lòria en coalició amb Segle21. Els Verds d'Andorra presentaren llistes a les circumscripcions parroquials d'Encamp, Andorra la Vella i Escaldes-Engordany.

## Resultats
Per als càlculs de diferència de vots i escons respecte a les eleccions anteriors, els resultats de la Coalició Reformista estan comparats amb els del Partit Liberal d'Andorra, i els resultats d'Andorra pel Canvi estan comparats amb els de Renovació Democràtica.

### Totals

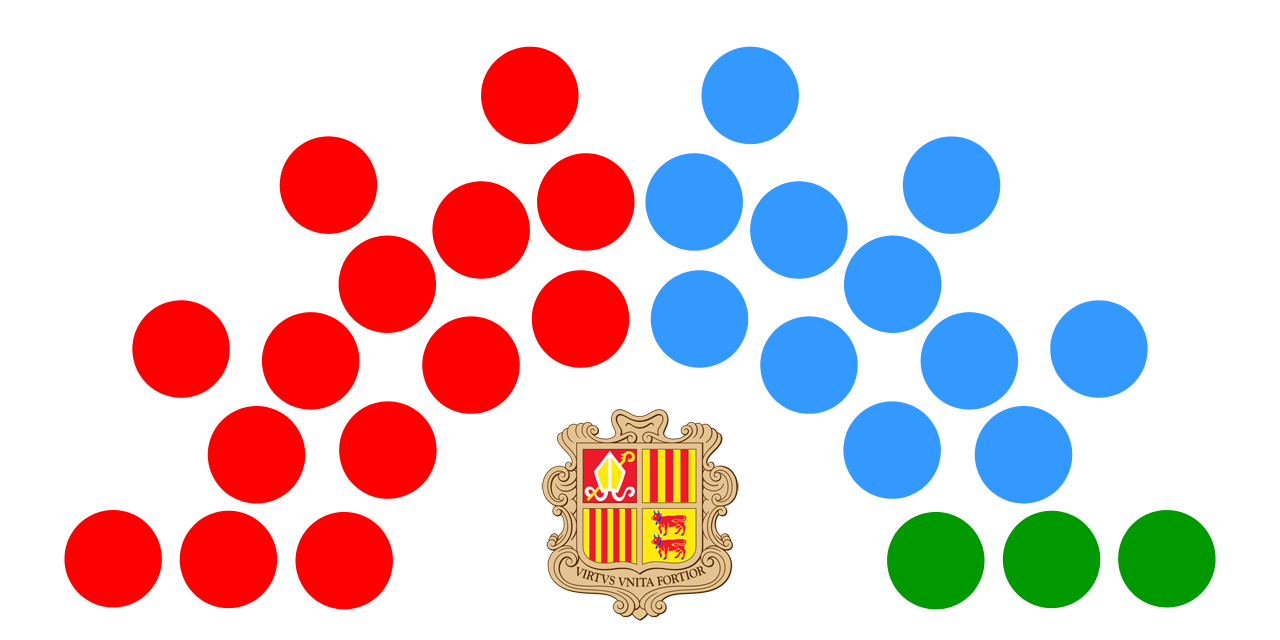
Grups parlamentaris del Consell general:
GPS: 14 consellers
GPR: 11 consellers
GPApC: 3 consellers

| Partit polític | Partit polític           | Candidats | Escons | Diferència d'escons | % en escons |
| -------------- | ------------------------ | --------- | ------ | ------------------- | ----------- |
|                | Partit Socialdemòcrata   | 28        | 14     | 3                   | 50          |
|                | Coalició Reformista      | 26        | 11     | 3                   | 39          |
|                | Andorra pel Canvi        | 24        | 3      | 2                   | 11          |
|                | Verds d'Andorra          | 20        | 0      | =                   | 0           |
|                | Unió Nacional de Progrés | 14        | 0      | =                   | 0           |
| Total          | Total                    | 84        | 28     | -                   | 100         |

### Circumscripció nacional
- Referència: «Eleccions al Consell General 2009».   Govern d'Andorra. Arxivat de l'original el 2010-05-30. [Consulta: 26 setembre 2011].

| Candidatures | Candidatures             | Vots   | dif. | % dels vots | dif.  | Escons | dif. | % dels escons |
| ------------ | ------------------------ | ------ | ---- | ----------- | ----- | ------ | ---- | ------------- |
|              | Partit Socialdemòcrata   | 6.610  | 1899 | 45,03       | 6,96  | 6      | =    | 42,86         |
|              | Coalició Reformista      | 4.747  | 353  | 32,34       | 8,87  | 5      | 1    | 35,71         |
|              | Andorra pel Canvi        | 2.768  | 1996 | 18,86       | 12,62 | 3      | 3    | 21,43         |
|              | Verds d'Andorra          | 466    | 33   | 3,17        | 0,33  | 0      | =    | 0             |
|              | Unió Nacional de Progrés | 88     | -    | 0,60        | -     | 0      | -    | 0             |
| Total        | Total                    | 14.679 | 2303 | 100         |       | 14     |      | 100           |
| Vots blancs  | Vots blancs              | 478    | 91   | 3,13        | 0,13  |        |      |               |
| Vots nuls    | Vots nuls                | 136    | 20   | 0,89        | 0,01  |        |      |               |
| Participació | Participació             | 15.293 | 2414 | 75,34%      | 5,04% |        |      |               |
| Cens         | Cens                     | 20.298 | 4276 |             |       |        |      |               |

### Circumscripcions parroquials
- Referència: «Eleccions al Consell General 2009».   Govern d'Andorra. Arxivat de l'original el 2010-01-15. [Consulta: 26 setembre 2011].

El següent quadre resum indica els vots rebuts a cada parròquia. La candidatura amb més vots de cada parròquia obté dos consellers generals.
| Candidatures                                  | Candidatures                                          | Canillo   | Encamp     | Ordino     | La Massana | Andorra la Vella | Sant Julià de Lòria | Escaldes- Engordany | Escons |
| --------------------------------------------- | ----------------------------------------------------- | --------- | ---------- | ---------- | ---------- | ---------------- | ------------------- | ------------------- | ------ |
|                                               | Partit Socialdemòcrata + Independents (l'Alternativa) | 227       | 838        | -          | 721        | 2225             | 737                 | 1304                | 8      |
| Partit Socialdemòcrata + GUPI (l'Alternativa) | -                                                     | -         | 405        | -          | -          | -                | -                   |                     | 8      |
|                                               | Coalició Reformista                                   | 314       | 372        | -          | 845        | 1093             | -                   | 958                 | 6      |
| Independents d'Ordino                         | -                                                     | -         | 359        | -          | -          | -                | -                   |                     | 6      |
| Coalició Reformista + Unió Laurediana         | -                                                     | -         | -          | -          | -          | 1080             | -                   |                     | 6      |
|                                               | Andorra pel Canvi + Units per al Progrés              | -         | 731        | -          | -          | -                | -                   | -                   | 0      |
| Andorra pel Canvi                             | -                                                     | -         | 218        | -          | 595        | -                | -                   |                     | 0      |
| Andorra pel Canvi + Segle21                   | -                                                     | -         | -          | -          | -          | 287              | -                   |                     | 0      |
| Andorra pel Canvi + Renovació Democràtica     | -                                                     | -         | -          | -          | -          | -                | 677                 |                     | 0      |
|                                               | Verds d'Andorra                                       | -         | 111        | -          | -          | 206              | -                   | 144                 | 0      |
| Total                                         | Total                                                 | 541       | 2052       | 982        | 1566       | 4119             | 2104                | 3083                | 14     |
| Vots blancs                                   | Vots blancs                                           | 65        | 54         | 43         | 94         | 195              | 94                  | 105                 |        |
| Vots nuls                                     | Vots nuls                                             | 8         | 28         | 7          | 19         | 44               | 20                  | 57                  |        |
| Participació                                  | Participació                                          | 614 (82%) | 2134 (76%) | 1032 (86%) | 1679 (80%) | 4358 (70%)       | 2218 (75%)          | 3245 (76%)          |        |
| Cens                                          | Cens                                                  | 750       | 2793       | 1200       | 2104       | 6204             | 2949                | 4298                |        |

### Consellers elegits
| PS | CR | ApC                                                                                           |
| Nacional 1. Jaume Bartumeu Cassany 2. Víctor Naudi Zamora 3. Francesc Rodríguez Rossa 4. Franz Armengol Avellana 5. Mariona González Reolit 6. Bibiana Rossa Torres Encamp 1. Josep Dalleres Codina 2. Maria Pilar Riba Font Ordino 1. Esteve López Montanyà 2. Jordi Cadena Bons Andorra la Vella 1. Carles Blasi Vidal 2. Albert Font Massip Escaldes-Engordany 1. Jordi Font Mariné 2. Rosa Gili Casals | Nacional 1. Joan Gabriel Estany 2. Ladislau Baró Solà 3. Jaume Serra Serra 4. Concepció Mora Jordana 5. Olga Adellach Coma Canillo 1. Joan Torres Puig 2. Celina Mandico Garcia La Massana 1. Daniel Armengol Bosch 2. Amadeu Rossell Tarradellas Sant Julià de Lòria 1. Montserrat Gil Torné 2. Roser Bastida Areny | Nacional 1. Eusebi Nomen Calvet 2. Josep Maria Bringue Millat 3. José Óscar Encuentra Bardina |
| Font: Eleccions d'Andorra | |                                                                                               |